# La fée printemps
La fée printemps er en fransk stumfilm fra 1902 af Segundo de Chomón og Ferdinand Zecca.